# Archilochos
Archilochos z Paru (řec. Αρχιλοχος) byl antický řecký básník počátku 7. století př. n. l.

## Život
Pocházel z ostrova Paru. Narodil se z chudých poměrů jako nemanželský syn otce Telesikléa a jeho otrokyně Enipo. Vedl nuzný, neklidný a bujarý život. Později žil na ostrově Thasos, který byl krátce předtím kolonizován z rodného Paru. O život přišel brzy jako žoldnéř ve válce mezi Thasem a Naxem.

## Tvorba
Psal v iónském nářečí, ale z jeho díla se mnoho nezachovalo. Tvořil zejména satirickou poezii prodchnutou realismem a antiheroismem. Používal jamb a je považován za zakladatele řecké lyriky, především jambické poezie.
Z jeho díla se zachovaly pouze zlomky – česky vyšly v Nejstarší řecká lyrika.